# Шанхайская расчётная палата
Шанхайская расчётная палата (SHCH, кит. 上海清算所), официальное название Межбанковская рыночная клиринговая палата Co., Ltd. (кит. 銀行間市場清算所股份有限公司簡稱上海清算所) — крупный центральный контрагент и центральный депозитарий ценных бумаг в Китае, основанный в 2009 году в Шанхае.

## История
Шанхайская клиринговая палата была основана 28 ноября 2009 года и была признана Народным банком Китая квалифицированным центральным контрагентом. Ее акционерами-основателями были Китайская система валютной торговли (46,7 процента), Центральный депозитарий и клиринговая палата Китая (33,3 процента), Китайская корпорация денежной эмиссии (10 процентов) и China Gold Coin Inc. (10 процентов).
Палата предоставляет услуги по клирингу центральных контрагентов, регистрации и хранению, управлению рисками и оценке, статистической информации и распространению финансовых знаний. В 2018 году общий объем клиринга в Шанхайской клиринговой палате достиг 4,6 млн, что на 31 процент больше, чем годом ранее, на сумму 349,5 трлн юаней, что на 32 процента больше.
В Европейском Союзе Шанхайская клиринговая палата была признана Европейским управлением по ценным бумагам и рынкам 3 октября 2022 года в качестве центрального контрагента в третьих странах.[3] В Соединенных Штатах она уполномочена осуществлять клиринг по свопам для собственных счетов своих участников клиринга, являющихся гражданами США или аффилированными лицами лиц из США, в соответствии с освобождением, предоставленным Комиссией по торговле товарными фьючерсами. Как таковая, она не зарегистрирована как организация по клирингу деривативов (DCO).
Шанхайская клиринговая палата является членом CCP Global, глобальной ассоциации клиринговых палат, которая сама была зарегистрирована в Шанхае в 2015 году и открыла там офис в 2017 году.